# Peter Morville
Pour les articles homonymes, voir Morville.
Peter Morville est un des pionniers de l'architecture informationnelle, plus spécifiquement dans ses applications sur le Web. Bibliothécaire de formation (École de l'information, Université du Michigan), il a fondé le IA Institute et est un membre respecté de l'American Library Association.
Auteur connu pour ses livres Information Architecture for the WWW (aussi appelé « l'ours polaire » en raison de l'illustration de couverture, publié par O'Reilly Media) et Ambient Findability, Peter Morville est aussi un conférencier reconnu internationalement.
En 1994, Peter Morville et Lou Rosenfeld ont fondé la firme Argus Associates, spécialisée en architecture informationnelle. Victime de l'éclatement de la bulle du Web et de la mauvaise ambiance économique généralisée, Argus Associates a mis fin à ses activités le 13 mars 2001.
Peter Morville a par la suite fondé « Semantic Studios », une entreprise qui offre des services d'architecture informationnelle, conception d'expérience utilisateur et de repérabilité.

## Publications
- Peter Morville et Louis Rosenfeld, Information Architecture for the World Wide Web, O'Reilly Media, 1998  (ISBN 978-1-56592-282-2)
- Peter Morville, Ambient Findability, O'Reilly Media, 2005  (ISBN 978-0-596-00765-2)
- Peter Morville et Jeffery Callender, Search Patterns : Design for Discovery, O'Reilly Media, 2010  (ISBN 978-0-596-80227-1)
- Peter Morville, Intertwingled : Information Changes Everything, O'Reilly Media, 2014  (ISBN 978-0692225585)